# Джангобеков, Анзор Суликович
Анзор Суликович Джангобеков (род. 6 августа 1939) — советский самбист и тренер, украинский спортивный функционер.

## Биография
Анзор Джангобеков родился 6 октября 1939 года.
В детстве начал заниматься борьбой. Пробовал поступить в тбилисский Грузинский государственный институт физической культуры. Во время экзамена дважды бросил соперника на лопатки, однако эти приёмы не засчитали. Тогда Джангобеков бросил спарринг-партнёра на стол экзаменационной комиссии, после чего его назвали хулиганом, и в вуз он не поступил.
После этого Джангобекова позвали на Украину учиться на мастера швейного дела, однако он пришёл в организацию «Динамо» и стал заниматься самбо. Окончил Киевский институт физической культуры.
Выступал в соревнованиях по самбо за киевское «Динамо» (1964—1966) и тбилисское «Динамо» (1969). Дважды становился чемпионом СССР: в 1964 году в легчайшем весе, в 1966 году — в наилегчайшем. В 1969 году стал серебряным призёром чемпионата страны в легчайшем весе.
Мастер спорта СССР международного класса.
После завершения выступлений в течение 45 лет работал тренером по самбо, в том числе занимался со сложными подростками. Был председателем Федерации каратэ Украины.
Заслуженный работник физической культуры и спорта Украины (2011).
Живёт в Киеве.

## Семья
Дед и отец Джангобекова были репрессированы. Мать Тамара была учительницей, но из-за того что её муж считался врагом народа, её постоянно увольняли с работы. Джангобекова растила бабушка Нино.